# 1月21日
1月21日（いちがつにじゅういちにち）は、グレゴリオ暦で年始から21日目に当たり、年末まであと344日（閏年では345日）ある。

## できごと
- 1720年 - スウェーデンとプロイセンがストックホルム条約を締結。
- 1757年 - フレンチ・インディアン戦争: かんじきの戦い起こる。
- 1793年 - フランス国王ルイ16世が断頭台で処刑（英語版）される。
- 1868年 - ヨーゼフ・シュトラウスのワルツ『天体の音楽,Op.235』がウィーンで初演。
- 1887年 - 東海道本線の旧揖斐川橋梁の供用開始。
- 1899年 - 大師電気鉄道（現・京浜急行）が川崎駅（後の六郷橋駅）〜大師駅（現・川崎大師駅）間 2kmを開業。現在の京急大師線。
- 1899年 - オペル自動車が設立される[1]。
- 1904年 - レオシュ・ヤナーチェクのオペラ『イェヌーファ』がブルノの国立劇場で初演される。
- 1907年 - 東京株式相場が暴落し、戦後恐慌が始まる。
- 1911年 - 初のラリー・モンテカルロが開幕[2]。
- 1915年 - デトロイトで社会福祉団体「キワニス」が発足。
- 1919年 - アイルランドで、シン・フェイン党が議会を設置してイギリスからの独立を宣言。
- 1921年 - リヴォルノでイタリア共産党が結党。
- 1925年 - アルバニアでアフメド・ゾグーが共和国宣言を行う。
- 1927年 - 高尾登山鉄道のケーブルカー、清滝〜高尾山間が開業。高尾山薬王院27世貫首武藤範秀が、同院に手軽に参詣できるようにと発案した[3]。
- 1930年 - ロンドン海軍軍縮会議が始まる。
- 1932年 - ソ連・フィンランド不可侵条約締結。
- 1935年 - 広島県尾道市から豊島に向かっていた定期連絡船大崎丸が沈没。11人死亡[4]。
- 1937年 - 腹切り問答: 衆議院本会議において浜田国松が軍部批判。
- 1940年 - 浅間丸事件: 英独間は戦争状態にあり、イギリス海軍の軽巡洋艦リヴァプールが、千葉県野島崎沖を航行中の浅間丸を臨検し、ドイツ人乗客21名を逮捕した。
- 1945年 - 新潟県小滝村（現：糸魚川市）にて雪崩発生。民家一軒が全壊、6人死亡。
- 1948年 - 参議院副議長であった松本治一郎が天皇への「カニの横ばい」式拝謁を拒否（カニの横ばい拒否事件）[5]。
- 1952年 - 白鳥事件: 札幌市警警備課長が帰宅途中に射殺される。
- 1954年 - 世界初の原子力潜水艦ノーチラス号が進水。
- 1961年 - 中野刑務所で受刑者2人が看守を殺害して逃走[6]。翌日、東京都北区で逮捕。
- 1962年 - 大阪に交通科学館（現在の交通科学博物館）が開館。
- 1963年 - 日本テレビ系全国ネットで「キユーピー3分クッキング」放送開始。
- 1968年 - 韓国で青瓦台襲撃未遂事件発生。
- 1968年 - ベトナム戦争：ケサンの戦いが始まる。
- 1968年 - チューレ空軍基地米軍機墜落事故。
- 1972年 - トリプラ・メーガーラヤがインドの州となる。
- 1976年 - イギリスとフランスが共同開発した超音速旅客機のコンコルドが定期運航を開始。
- 1977年 - ジミー・カーター米大統領が、ベトナム戦争での徴兵忌避者に対し無条件の全面恩赦。
- 1995年 - 未遂に終わったテロの計画「ボジンカ計画」の決行が予定されていた日。
- 2002年 - 全日空391便函館空港着陸失敗事故: 全日本空輸のエアバスA321型機が函館空港で操縦ミスによる着陸事故。3人負傷。
- 2006年 - ICOCAとPiTaPaの相互利用を開始。
- 2006年 - 新潟近郊区間でSuicaの使用を開始。
- 2007年 - 宮崎県知事に元タレントの東国原英夫（そのまんま東）が初当選。
- 2007年 - 駿河湾で深海ザメラブカが生きたまま捕獲[7]。
- 2010年 - シチズンズ・ユナイテッド対FEC裁判。
- 2011年 - 吉本所属芸人間寛平が人類初のアースマラソンを完走。走行距離約41,000km。かかった日数は766日。
- 2017年 - 大相撲初場所14日目で大関稀勢の里が初優勝。
- 2025年 - トルコ・ボル県カルタルカヤのスキー場に隣接するホテルで火災が発生。76人死亡[8]。
- 2025年 - 台湾南部で最大震度6弱の地震が発生。震源の深さは9.7キロ、マグニチュード6.4。

## 誕生日
- 1338年 - シャルル5世、フランス王（+ 1380年）
- 1598年（慶長2年12月14日） - 松平忠昌、福井藩主（+ 1645年）
- 1667年（寛文6年12月27日） - 黒田直邦、下館藩主、沼田藩主（+ 1735年）
- 1716年（正徳5年12月27日） - 徳川宗武、徳川吉宗の三男、田安徳川家初代当主（+ 1771年）
- 1723年（享保7年12月15日） - 松平頼多、宍戸藩主（+ 1766年）
- 1741年（元文5年12月5日） - 伊東祐福、飫肥藩主（+ 1781年）
- 1752年（宝暦元年12月6日） - 相良長寛、人吉藩主（+ 1813年）
- 1777年（安永5年12月12日） - 松平直暠、母里藩主（+ 1796年）
- 1793年（寛政4年12月10日） - 戸沢正胤、新庄藩主（+ 1858年）
- 1801年 - ジョン・バットマン、農家、探検家（+ 1839年）
- 1813年 - ジョン・C・フレモント、探検家（+ 1890年）
- 1824年 - ストーンウォール・ジャクソン、軍人（+ 1863年）
- 1829年 - オスカル2世、スウェーデン王（+ 1907年）
- 1836年（天保6年12月4日） - 酒井忠強、伊勢崎藩主（+ 1885年）
- 1840年（天保10年12月17日） - 阿部正教、備後福山藩主（+ 1861年）
- 1842年（天保12年12月10日） - 芳川顕正、官僚、政治家（+ 1920年）
- 1848年 - アンリ・デュパルク、作曲家（+ 1933年）
- 1867年 - マキシム・ウェイガン、軍人（+ 1965年）
- 1869年 - グリゴリーラスプーチン、祈祷僧
- 1878年 - エゴン・フリーデル、批評家、哲学者、俳優（+ 1938年）
- 1885年 - 板垣征四郎、陸軍軍人（+ 1948年）
- 1885年 - ウンベルト・ノビレ、探検家、軍人（+ 1978年）
- 1885年 - ロリング・クリスティ、外交官、官僚（+ 1941年）
- 1887年 - ヴォルフガング・ケーラー、心理学者（+ 1967年）
- 1889年 - ピティリム・ソローキン、社会学者（+ 1968年）
- 1891年 - 片野重脩、政治家、実業家（+ 1978年）
- 1891年 - フランシスコ・ラザロ、マラソン選手（+ 1912年）
- 1895年 - 伊藤野枝、婦人解放運動家、アナキスト（+ 1923年）
- 1895年 - クリストバル・バレンシアガ、ファッションデザイナー（+ 1972年）
- 1899年 - アレクサンドル・チェレプニン、作曲家（+ 1977年）
- 1901年 - リカルド・サモラ、サッカー選手（+ 1978年）
- 1905年 - クリスチャン・ディオール、ファッションデザイナー（+ 1957年）
- 1906年 - 永田雅一、映画製作者、大毎オリオンズオーナー（+ 1985年）
- 1912年 - コンラート・ブロッホ、生化学者（+ 2000年）
- 1918年 - アントニオ・ヤニグロ、チェリスト、指揮者（+ 1989年）
- 1921年 - 暁テル子、歌手、女優（+ 1962年）
- 1922年 - テリー・サバラス、俳優（+ 1994年）
- 1922年 - ポール・スコフィールド、俳優（+ 2008年）
- 1922年 - 石川忠雄、歴史学者（+ 2007年）
- 1923年 - ロラ・フローレス、歌手、ダンサー、女優（+ 1995年）
- 1928年 - 渋沢利久、政治家
- 1931年 - 久我美子、女優（+ 2024年）
- 1931年 - 杉本秀太郎、フランス文学者、国際日本文化研究センター名誉教授（+ 2015年）
- 1932年 - 稲盛和夫、経営者、京セラ創業者（+ 2022年）
- 1934年 - 千野忠男、官僚（+2008年）
- 1935年 - 永田徹登、元プロ野球選手（+ 2018年）
- 1936年 - 橋本幸治、映画プロデューサー、映画監督（＋2005年）
- 1936年 - 笠原淳、小説家（+ 2015年）
- 1938年 - 中村東蔵 (6代目)、歌舞伎役者
- 1938年 - 種部儀康、元プロ野球選手
- 1938年 - ウルフマン・ジャック、DJ（+ 1995年）
- 1940年 - ジャック・ニクラス、プロゴルファー
- 1940年 - 大橋洋治、実業家
- 1940年 - 竜雷太、俳優
- 1940年 - 西脇興司、元プロ野球選手
- 1941年 - プラシド・ドミンゴ、テノール歌手
- 1942年 - エドウィン・スター、歌手（+ 2003年）
- 1943年 - 山本亘、俳優
- 1943年 - 横山謙三、サッカー選手、指導者
- 1944年 - 郷原洋行、元騎手、元調教師（+2020年）
- 1944年 - ウート・ウーギ、ヴァイオリニスト
- 1945年 - 恵比寿まさ子、俳優、声優
- 1947年 - 高田純次、タレント
- 1947年 - ボブ・レイノルズ、元プロ野球選手
- 1949年 - 衣笠剛、実業家（+ 2025年）
- 1950年 - ビリー・オーシャン、歌手
- 1950年 - 樋沢良信、元プロ野球選手
- 1952年 - 佐藤剛、音楽プロデューサー、ノンフィクション作家（+ 2023年）
- 1953年 - ポール・アレン、マイクロソフト共同創業者（+ 2018年）
- 1954年 - 三浦洋一、俳優（+ 2000年）
- 1955年 - ジェフ・クーンズ、美術家
- 1956年 - ジーナ・デイヴィス、女優
- 1956年 - 露の都、落語家
- 1959年 - 京本政樹、俳優
- 1960年 - 加藤高道、歌手（狩人）
- 1960年 - 永野護、漫画家
- 1963年 - アキーム・オラジュワン、バスケットボール選手
- 1963年 - 平尾誠二、元ラグビー選手、指導者（+ 2016年）
- 1964年 - 中島徹、ジャズピアニスト
- 1965年 - 和田昌裕、元サッカー選手、指導者
- 1965年 - ジャム・マスター・ジェイ、ディスクジョッキー（Run-D.M.C.）（+ 2002年）
- 1966年 - 川津泰彦、声優
- 1967年 - 藤沢とおる、漫画家
- 1967年 - 宮崎吾朗、映画監督
- 1967年 - 吉田博彦、ゲームクリエイター、実業家
- 1967年 - 川上つよし、ミュージシャン（東京スカパラダイスオーケストラ）
- 1968年 - 斉木洋子、アナウンサー
- 1968年 - 岡田展和、元プロ野球選手
- 1968年 - アルトゥール・ドミトリエフ、フィギュアスケート選手
- 1969年 - 猫井椿、漫画家（CLAMP）
- 1969年 - 服部譲二、ヴァイオリニスト
- 1969年 - 保村大和、俳優
- 1969年 - カリーナ・ロンバード、女優
- 1970年 - 赤木高太郎、元騎手
- 1970年 - アレン・ボクシッチ、元サッカー選手
- 1970年 - ケン・レオン、俳優
- 1971年 - 桂三ノ助、落語家
- 1972年 - 光田康典、作曲家
- 1972年 - ジェームス・ボニチ、元プロ野球選手
- 1972年 - キャット・パワー、シンガーソングライター
- 1973年 - GOMA、ディジュリドゥ奏者
- 1974年 - 島津有理子、元アナウンサー
- 1975年 - ka-yu、ミュージシャン（元Janne Da Arc）
- 1975年 - 井出有治、レーシングドライバー
- 1975年 - ニッキー・バット、元サッカー選手
- 1976年 - SHIGE、ミュージシャン（ENDLESS）
- 1976年 - 西岡竜一朗、元俳優
- 1976年 - エマ・バントン、歌手
- 1977年 - フィリップ・ネヴィル、元サッカー選手
- 1978年 - 斉藤正行、介護コンサルタント、実業家、評論家
- 1978年 - 西山繭子、女優
- 1978年 - 近藤修司、プロレスラー
- 1979年 - 下窪陽介、元プロ野球選手
- 1979年 - 西森洋一、お笑い芸人（モンスターエンジン）
- 1979年 - イヌル・ダラティスタ、歌手
- 1979年 - ブライアン・オドリスコル、元ラグビー選手
- 1979年 - ジョーダン・ピール、コメディアン
- 1980年 - 水樹奈々[9]、声優、歌手
- 1980年 - 川原克己、お笑い芸人（天竺鼠）
- 1980年 - 佐々木慎、将棋棋士
- 1980年 - 北尾まどか、女流棋士 (将棋)
- 1980年 - 松尾武、アナウンサー
- 1980年 - KEIJI、ダンサー（EXILE）
- 1980年 - KUBO-C、アーティスト（DOBERMAN INFINITY）
- 1981年 - 出合正幸、俳優
- 1981年 - 鍾欣桐、歌手、女優
- 1981年 - 上町史織、ハンドボール選手
- 1981年 - ウィル・レデズマ、プロ野球選手
- 1982年 - 西村晋弥、ミュージシャン（シュノーケル）
- 1982年 - 米野智人、元プロ野球選手
- 1982年 - 潮崎豪、プロレスラー
- 1982年 - ミシェウ・ジェファーソン・ナシメント、サッカー選手
- 1983年 - 三重野葵、俳優
- 1984年 - 荒生沙緒利、フリーアナウンサー
- 1984年 - 峰岸由香里、声優、ナレーター
- 1984年 - ダイス、お笑い芸人
- 1984年 - ウェズ・モーガン、サッカー選手
- 1985年 - サーシャ・ピヴォヴァロヴァ、ファッションモデル
- 1985年 - 原由実[10]、声優
- 1985年 - 山村隆太、ミュージシャン（flumpool）
- 1985年 - KENZO、ダンサー（DA PUMP）
- 1986年 - 角島奈知、タレント、元ローカルアイドル（元サンフラワー）
- 1986年 - 堀江翔太、ラグビー選手
- 1987年 - 柴田愛之助、俳優
- 1987年 - チェイス・ダーノー、プロ野球選手
- 1987年 - ジェイク・ディークマン、プロ野球選手
- 1988年 - アシュトン・イートン、陸上競技選手
- 1988年 - 辰巳奈都子、女優、タレント、元グラビアアイドル
- 1988年 - 加納有沙、アナウンサー
- 1989年 - 西田奈津美、グラビアアイドル、女優
- 1989年 - 本輝咲[11]、俳優
- 1989年 - 壱岐尾彩花、モデル
- 1989年 - 小林寛、元プロ野球選手
- 1989年 - ヘンリク・ムヒタリアン、サッカー選手
- 1990年 - 川端かなこ、モデル
- 1990年 - ジョー・ウィーランド、プロ野球選手
- 1990年 - ホセ・ラミレス、プロ野球選手
- 1991年 - 大河、俳優
- 1991年 - クレイグ・ロバーツ、俳優
- 1992年 - 宮元英光、俳優、モデル
- 1993年 - 内野智香英、元バスケットボール選手
- 1993年 - 吉村那奈美、声優、歌手
- 1993年 - 青木千春、元アイドル（元WHY@DOLL）
- 1994年 - 鈴木康平、プロ野球選手
- 1995年 - グエン・コン・フオン　サッカー選手
- 1996年 - マルコ・アセンシオ、サッカー選手
- 1996年 - 川村海乃、タレント、女優、声優
- 1997年 - ジェレミー・シャダ、俳優、声優
- 1997年 - 橋本楓、タレント、元アイドル（元アイドリング!!!21号）
- 1997年 - 大石竜平、サッカー選手
- 1998年 - 津森宥紀、プロ野球選手
- 1998年 - 赤﨑暁、陸上競技選手
- 1999年 - 神尾楓珠、俳優
- 2000年 - 佐々木舞香、アイドル（=LOVE、元穂の国娘。）
- 2000年 - 千寿うらら、元アイドル（PPP! PiXiON）
- 2000年 - 小西詠斗、俳優
- 2000年 - 夏目かな、女優
- 2001年 - Guiano、シンガーソングライター、ボカロP
- 2002年 - 赤堀君江、アイドル（SKE48）
- 2002年 - ダイゴ、アイドル（TO1）
- 2004年 - イングリッド・アレクサンドラ、ノルウェー王女
- 2005年 - しのせ愛梨紗、プロレスラー
- 2007年 - 天野香乃愛、アイドル（≒JOY）
- 2007年 - 菊地ハルン、プロ野球選手
- 2009年 - 難波碧空、歌手（LIL LEAGUE from EXILE TRIBE）
- 生年不詳 - TETSU、ミュージシャン（少年カミカゼ）
- 生年不詳 - かみやまねき、原画家、イラストレーター
- 生年不詳 - 須嵜成幸、声優
- 生年不詳 - 高宮武郎[12]、声優
- 生年不詳 - 大坪瞳、声優
- 生年不詳 - 風花ましろ、声優
- 生年不詳 - 相葉ゆきこ[13]、声優
- 生年不詳 - MIMI[14]、音楽家、ボカロP
- 生年不詳 - ハラミちゃん、ピアニスト、YouTuber
- 生年非公開 - 武藤真子、声優

### 人物以外（動物など）
- 1999年 - シンボリクリスエス、元競走馬、種牡馬（+ 2020年）

## 忌日
- 304年 - 聖アグネス、キリスト教の聖人（* 291年）
- 1330年 - ジャンヌ、フィリップ5世の妃（* 1291年）
- 1344年（興国5年/康永3年1月6日） - 成良親王、征夷大将軍、後醍醐天皇の皇子（* 1326年）
- 1398年 - フリードリヒ5世、ニュルンベルク城伯（* 1333年頃）
- 1491年（延徳2年12月12日） - 畠山義就、室町時代の武将
- 1519年 - バスコ・ヌーニェス・デ・バルボア、探検家（* 1475年）
- 1527年 - フアン・デ・グリハルバ、コンキスタドール（* 1489年）
- 1531年 - アンドレア・デル・サルト、画家（* 1486年）
- 1542年（天文11年1月6日） - 浅井亮政、近江国の戦国大名（* 1491年）
- 1552年（天文21年1月2日） - 六角定頼、近江国の戦国大名（* 1495年）
- 1580年（天正8年1月5日） - 北畠具房、伊勢国の国司（* 1547年）
- 1683年 - シャフツベリ伯爵アントニー・アシュリー＝クーパー、イングランドの政治家（* 1621年）
- 1789年 - ポール＝アンリ・ティリ・ドルバック、哲学者（* 1723年）
- 1793年 - ルイ16世、フランス国王（* 1754年）
- 1795年 - ミシェル・コレット、作曲家（* 1707年）
- 1831年 - アヒム・フォン・アルニム、詩人（* 1781年）
- 1846年 - フランチェスコ4世、モデナ公（* 1779年）
- 1851年 - アルベルト・ロルツィング、作曲家（* 1801年）
- 1857年（安政3年12月26日） - 古今亭志ん生 (初代)、落語家（* 1809年）
- 1870年 - アレクサンドル・ゲルツェン、哲学者（* 1812年）
- 1872年 - フランツ・グリルパルツァー、劇作家（* 1791年）
- 1872年 - トマス・ブラッグ、アメリカ連合国司法長官（* 1810年）
- 1876年 - 酒井忠氏、第13代小浜藩主（* 1835年）
- 1884年 - オーギュスト・フランショーム、チェリスト、作曲家（* 1808年）
- 1892年 - ジョン・クーチ・アダムズ、天文学者、数学者（* 1819年）
- 1894年 - ギヨーム・ルクー、作曲家（* 1870年）
- 1900年 - エドゥアール・リウー、イラストレーター、画家（* 1833年）
- 1901年 - イライシャ・グレイ、発明家（* 1835年）
- 1914年 - テオドール・キッテルセン、画家、芸術家（* 1857年）
- 1919年 - 高宗、大韓帝国皇帝（* 1852年）
- 1919年 - ミハイル・トゥガン＝バラノフスキー、経済学者（* 1865年）
- 1922年 - オレーター・シェーファー、プロ野球選手（* 1851年）
- 1924年 - ウラジーミル・レーニン、ボリシェヴィキ指導者（* 1870年）
- 1926年 - カミッロ・ゴルジ、医学者（* 1843年）
- 1928年 - ジョージ・ワシントン・ゲーソルズ、技術者、パナマ運河地域初代総督（* 1858年）
- 1931年 - フェリックス・ブルーメンフェルト、作曲家（* 1863年）
- 1935年 - ペール・エークストレム、画家（* 1844年）
- 1938年 - ジョルジュ・メリエス、映画監督（* 1861年）
- 1940年 - ジェフリー・ホール＝セイ、フィギュアスケート選手（* 1864年）
- 1944年 - ラス・ビハリ・ボース、インド独立運動の指導者（* 1886年）
- 1946年 - 杉田久女、俳人（* 1890年）
- 1948年 - エルマンノ・ヴォルフ＝フェラーリ、作曲家（* 1876年）
- 1950年 - ジョージ・オーウェル、作家（* 1903年）
- 1951年 - 宮本百合子、小説家（* 1899年）
- 1955年 - アーチー・ハーン、陸上競技選手（* 1880年）
- 1958年 - アタウルフォ・アルヘンタ、指揮者（* 1913年）
- 1959年 - セシル・B・デミル、映画監督（* 1881年）
- 1971年 - リチャード・ラッセル・ジュニア、第66代 ジョージア州知事（* 1897年）
- 1972年 - 磯永吉、農学者（* 1886年）
- 1974年 - 浜野徹太郎、政治家（* 1885年）
- 1978年 - ディット・クラッパー、アイスホッケー選手（* 1907年）
- 1978年 - 尾留川正平、地理学者（* 1911年）
- 1983年 - 里見弴、小説家（* 1888年）
- 1984年 - ジャッキー・ウィルソン、R&B歌手（* 1934年）
- 1984年 - 森安重勝、騎手（* 1937年）
- 1986年 - 吉江英四郎、元プロ野球選手（* 1922年）
- 1987年 - 梶原一騎、漫画原作者、作家（* 1936年）
- 1990年 - ヴィルヘルム・フリットナー、教育学者（* 1889年）
- 1991年 - 桑田武、元プロ野球選手（* 1937年）
- 1992年 - チャンピオン・ジャック・デュプリー、ブルース・ピアニスト、シンガー（* 1910年）
- 1993年 - チャーリー・ゲーリンジャー、プロ野球選手（* 1903年）
- 1996年 - 横山やすし、漫才師（* 1944年）
- 1997年 - 百瀬晋六、自動車技術者（* 1919年）
- 1997年 - 伊藤和夫、予備校講師（* 1927年）
- 1998年 - 近藤喜文、アニメーター（* 1950年）
- 1999年 - 上田音市、部落解放運動家（* 1897年）
- 1999年 - チャールズ・ブラウン、ブルースピアニスト、歌手（* 1922年）
- 2001年 - 伊藤鑛二、アナウンサー（* 1933年）
- 2002年 - 倉田準二、映画監督（* 1930年）
- 2002年 - ペギー・リー、歌手（* 1920年）
- 2006年 - イブラヒム・ルゴヴァ、コソボ自治州大統領（* 1944年）
- 2007年 - マリア・チオンカン、陸上競技選手（* 1977年）
- 2007年 - U;Nee、歌手、女優（* 1981年）
- 2008年 - 浜本万三、労働大臣（* 1920年）
- 2008年 - 加藤博一、元プロ野球選手（* 1951年）
- 2011年 - 亜庭じゅん、漫画評論家（* 1950年）
- 2012年 - 石岡瑛子、アートディレクター、デザイナー（* 1938年）
- 2012年 - 康永燮、政治家、宗教家（* 1931年）
- 2013年 - 佐藤泰三、政治家（* 1924年）
- 2013年 - マイケル・ウィナー、映画監督（* 1935年）
- 2015年 - 陳舜臣、小説家（* 1924年）
- 2015年 - 井本隆、元プロ野球選手（* 1950年）
- 2016年 - 藤永保、発達心理学者、お茶の水女子大学名誉教授（* 1926年）
- 2017年 - ヴェリヨ・トルミス、作曲家（* 1930年）
- 2017年 - 佐伯隆幸、演劇評論家、フランス文学者、学習院大学名誉教授（* 1941年）
- 2017年 - 松方弘樹、俳優（* 1942年）
- 2017年 - 小林大哲、トライアスロン選手（* 1992年）
- 2018年 - 木下正一[15]、政治家、元兵庫県加古川市長（* 1929年）
- 2018年 - 熊谷信昭、工学者、第12代大阪大学総長（* 1929年）
- 2018年 - 保坂司、政治家、元サッカー選手、指導者（* 1937年）
- 2018年 - 西部邁、評論家（* 1939年）
- 2018年 - チャチャイ・チオノイ、元プロボクサー、元WBC世界フライ級王者、元WBA世界フライ級王者（* 1942年）
- 2018年 - 小貫芳信、検察官、元最高裁判所裁判官、東京高等検察庁検事長（* 1948年）
- 2019年 - シヴァクマラ・スワミ、リンガーヤタ派指導者、シッダガンガ修道院最高指導者（* 1907年）
- 2019年 - ラッセル・ベイカー、作家、コラムニスト（* 1925年）
- 2019年 - フランス公アンリ、フランス旧王家オルレアン家当主（* 1933年）
- 2019年 - 小枝守、高校野球指導者（* 1951年）
- 2019年 - エミリアーノ・サラ、サッカー選手（* 1990年）
- 2020年 - 窪内秀知、元囲碁棋士（* 1920年）
- 2020年 - ヘルベルト・バウマン、作曲家、指揮者（* 1925年）
- 2020年 - テリー・ジョーンズ、コメディアン、映画監督、作家、歴史学者（* 1942年）
- 2020年 - まついなつき、漫画家、エッセイスト、占い師（* 1960年）
- 2021年 - レミー・ジュリアン、カースタントマン（* 1930年）
- 2021年 - ナタリー・ドロン、女優（* 1941年）
- 2022年 - 榎倉香邨、書家（* 1923年）
- 2022年 - メイス・ニューフェルド、映画プロデューサー（* 1928年）
- 2022年 - 仲宗根正和、政治家、元沖縄県沖縄市長（* 1936年）
- 2022年 - 高橋二三男、元プロ野球選手、社会人野球指導者（* 1948年）
- 2023年 - 大久保正陽、元競馬騎手、元調教師（* 1935年）
- 2023年 - 金彦任重、元プロ野球選手（* 1936年）
- 2023年 - 長谷川孝治、劇作家、演出家（* 1956年）
- 2023年 - 向井政生、アナウンサー（* 1963年）
- 2024年 - 内野日総、僧侶、身延山久遠寺第92世法主、日蓮宗第52・53代管長（* 1926年）
- 2024年 - 三代目林家正楽、寄席紙切り芸人（* 1948年）
- 2024年 - 北澤晃、教育学者、元富山福祉短期大学学長（* 1959年）
- 2024年 - 大和剛、元大相撲力士（* 1969年）
- 2025年 - 鈴木恵一、スピードスケート選手、日本スケート連盟副会長（* 1942年）

## 記念日・年中行事
- 大寒（ 日本 2008年・2012年）
二十四節気の1つ。太陽の黄経が300度の時で、寒さが最も厳しくなるころ。

- 聖アグネスの祝日（キリスト教）
聖アグネスの聖名祝日。聖アグネス殉教の日。
- アルタグラシアの聖母の日（英語版）（ ドミニカ共和国）
- 料理番組の日（ 日本）
1937年のこの日、BBCが世界初の料理番組『夕べの料理』を開始したことにちなむ。

- ライバルが手を結ぶ日（ 日本）
慶応2年1月21日（旧暦。新暦では1866年3月7日）、坂本龍馬らの仲介により長州藩と薩摩藩が薩長同盟を結んだ。
- 初弘法（ 日本）
弘法大師空海は承和2年3月21日、高野山奥之院にご入定。毎月21日は弘法大師の縁日で、全国の弘法大師ゆかりの寺院で新年最初の縁日、初弘法が催される。